# Bärenbrüllaffe

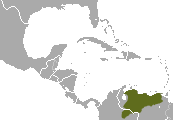
Verbreitungsgebiet

Der Bärenbrüllaffe (Alouatta arctoidea) ist eine Primatenart aus der Familie der Klammerschwanzaffen (Atelidae). Er kommt nur in Venezuela nördlich des Orinoko und östlich des Maracaibo-Sees und auf Trinidad vor.

## Merkmale
Bärenbrüllaffen erreichen Kopf-Rumpf-Längen von 45 bis 65 cm, besitzen einen 55 bis 68 cm langen Greifschwanz und haben ein Gewicht von 6 bis 8 (Männchen) bzw. 4,5 bis 7 kg (Weibchen). Die Grundfarbe der Affen ist ein golden schimmerndes Kupferrot. Kopf, Schultern, Gliedmaßen und eventuell Abschnitte des Schwanzes sind dunkel rotbraun. Beide Geschlechter sind sich äußerlich sehr ähnlich, die Männchen aber in der Regel größer. Sie haben oft einen schwarzen Bart, schwarze Beine und einen schwarzen Schwanz. Die Bärenbrüllaffen auf Trinidad sind einfarbig rotbraun und kleiner.

## Lebensweise
Bärenbrüllaffen leben in mehr oder weniger offenen Laubwäldern, in den Llanos in Galeriewäldern und in der nordvenezolanischen Küstenkordillere auch in Bergregenwäldern bis in Höhen von 2000 Metern. Sie bilden Gruppen von 3 bis 16 Tieren, die aus einem bis zwei Männchen und in der Regel zwei bis drei Weibchen und ihren kleinen oder halbwüchsigen Jungtieren bestehen. Bärenbrüllaffen ernähren sich zu 70 % von Blättern. Früchte, Blüten und andere Pflanzenteile machen den Rest der Ernährung aus. Um die schwer verdauliche Blattnahrung verwerten zu können, müssen sie zwei Drittel bis drei Viertel der Tageszeit ruhen. Mit der Nahrungsaufnahme verbringen sie 10 bis 12 % ihrer Zeit. Bärenbrüllaffen pflanzen sich das ganze Jahr über fort. Die Männchen werden mit einem Alter von 58 bis 66 Monaten geschlechtsreif, Weibchen im Alter von 43 bis 54 Monaten. Ihr erstes Jungtier bekommen die Weibchen meist mit einem Alter von fünf Jahren und danach im Abstand von 10,5 bis 26 Monaten. Die Jungen werden nach einer Tragzeit von 186 bis 194 Tagen geboren. In einer Gruppe mit zwei Männchen paart sich in den meisten Fällen nur das dominante Männchen, manchmal kommt es jedoch vor das ein Weibchen mit dem unterlegenen Männchen oder einem Männchen aus einer Nachbargruppe kopuliert. Die Männchen werden meist mit einem Alter von sieben Jahren zum ersten Mal Vater.

## Systematik
Der Bärenbrüllaffe wurde 1940 durch den argentinisch-spanischen Zoologe Ángel Cabrera Latorre als Unterart des Roten Brüllaffen (Alouatta seniculus) beschrieben und 2006 in den Artrang erhoben, da sich seine Chromosomenzahl von der des Roten Brüllaffen unterscheidet.

## Gefährdung
Die IUCN schätzt den Bestand der Art als ungefährdet (Least Concern) ein.